# 演歌なアイツは夜ごと不条理な夢を見る
『演歌なアイツは夜ごと不条理（パンク）な夢を見る』（えんかなアイツはよごとパンクなゆめをみる）は、1992年6月25日から7月23日まで日本テレビで放送された日本のテレビドラマである。日本テレビ製作の深夜ドラマ枠『劇的空間（ドラマティック・スペース）』内で全5回にわたり放送された。
2006年10月にはバップよりDVDが発売されている。

## 概要
手品師のダーク五郎は腹違いの妹・広子と「夫婦マジシャン」として全国を回っていたが、五郎を「男の中の男」と慕い「五郎の弟分」を自称する司（つかさ）に請われて場末のポメレンケ劇場にやってくる。そこは新興暴力団・田亀組の支配する街。劇場も、乗っ取りを目論む田亀組の執拗ないやがらせに遭い風前の灯火となっていた。田亀組の暴力のもと無気力な生活を送る街の人々の心に、五郎は演歌さながらの情熱で様々な奇跡を起こしてゆく。

## 特色
- 劇中、通常のテレビカメラ映像のほかに、8ミリフィルム映像・紙芝居風イラスト・写真・字幕などが頻繁に挿入される。これは関東ローカル深夜番組の低予算のなかで、非常に情報量の多い松尾スズキの脚本を実現するため考え出された方法と思われるが、かえって普通のドラマにはない独特の雰囲気を与えている。
- 松尾スズキ脚本・出演ということもあり、黎明期にあった大人計画（松尾スズキ主宰の劇団）のメンバーが多数出演している。特筆すべきは入団して半年も経たない阿部サダヲ（1992年2月オーディションで入団。演技経験はゼロだった）が司（つかさ）役でいきなりレギュラー出演していることだが、これはもともとこの役をやるはずだった温水洋一（当時大人計画の看板俳優。1994年退団）がヘルニアで入院したための大抜擢だった。
- ドラッグ、セックス、新興宗教、悪徳商法、近親相姦など、現在テレビの世界でタブーもしくは扱いづらいとされるテーマを多く扱っており、線路の上に多数の死体が散乱しているシーン、実際に性交を行っているアダルトビデオの映像、覚醒剤を注射するシーンなど、過激（とされるよう）な描写が展開される。

## キャスト
- ダーク五郎：竹中直人
- 広子：田中広子（現・田中ひろ子）
- 司：阿部サダヲ
- 虫明良一：山崎一
- 国武錦一：吹越満
- ジャック義雄：三谷昇
- 江口：井口昇
- 冷泉羊太郎：伊藤ヨタロウ
- 水森：早川サブリナ
- マスター霞：霞涼二
- 田亀：佐古雅誉
- 黒木：林和義
- 城太郎：渡辺城太郎
- 猿吉：西田康人（現・緋田康人）
- 壺井：松尾スズキ
- マリ：秋山菜津子

## スタッフ
- 企画：和田康
- 原作：楽太郎
- 脚本：松尾スズキ
- 共同脚本（第3～4話）・脚本助手（最終話）：宮藤官九郎
- 8ミリ映像演出：藤田秀幸
- 劇中イラスト・美術：青木すみれ（現・天谷すみれ）
- 監督補：石井良和
- 助監督：榎本義生、堀切園健太郎
- プロデュース：大塚恭司、和田康、今倉一正
- 演出：大塚恭司
- 音楽：東京ブラボー
- エンディングテーマ：SEX「Sleeping In The Cloud」

## 備考
- 司が借りてきたアダルトビデオに江口が映っているのを発見するシーンで使われているビデオは、江口役の井口昇が実際に出演している「愛奴浣腸」（シネマジック・ノワール）という作品である。

- 『原作：楽太郎』とクレジットされてはいるが、対談やインタビューでの発言を見る限り、実際には先行作品があったわけでなく、プロデュースと演出を手がけた大塚恭司のオリジナル企画と考えられる。たとえばQuickJapan　68号で大塚は「そうしたら無心というか半分瞑想状態みたいな感じになって、とてつもないストーリーが浮かんできたんですね。（中略）『演歌なアイツ～』というタイトルとマジシャンが主人公って設定は、同時に瞬間的に出てきました。で、知りあいの松尾さんにひと通りアウトラインを話して、脚本にしてもらったんです。」と発言している。